# Rania da Jordânia
Rania Al-Abdullah (em árabe: رانيا العبد الله; nascida Rania Al-Yassin; Cidade do Kuwait, 31 de agosto de 1970) é a esposa e consorte real do rei Abdullah II e a rainha consorte do Reino Haxemita da Jordânia desde 1999. Conhecida por ser uma grande defensora de trabalhos relacionados a educação, saúde, economia e diálogos interculturais, como também é uma ávida utilizadora das redes sociais. Filha do médico palestino Faisal Sidqi Al Yassin e de Ilham Yassin.

## Biografia
Rania Al-Yassin (nome enquanto solteira) nasceu em uma família palestiniana oriunda da localidade de Tulcarém na Cisjordânia, que se mudou para o Kuwait à procura de melhores condições de vida. Recebeu uma educação ao estilo ocidental no Kuwait, tendo se formado em administração de empresas pela Universidade Americana do Cairo em 1991.
Devido à invasão do Kuwait pelo Iraque de Saddam Hussein em 1990, Rania e a sua família mudaram-se para a Jordânia, onde começou por trabalhar em num banco. De seguida, Rania trabalhou na empresa Apple Computer.
Em 1993, durante um jantar conheceu o príncipe Abdullah II bin al-Hussein, filho do rei Hussein Jordânia, com o qual se casou no dia 10 de junho de 1993.
O rei Hussein da Jordânia decidiu destituir o seu irmão Hassan ibn Tallal do título de herdeiro, transferindo a dignidade para o seu filho Abdullah. No dia 09 de fevereiro de 1999, Abdullah foi coroado como rei da Jordânia e Rania como a rainha consorte da Jordânia.
Rania tem quatro filhos: o príncipe Hussein, Príncipe Herdeiro da Jordânia, a princesa Iman da Jordânia, a princesa Salma da Jordânia e o príncipe Hashem da Jordânia. Os seus dois filhos varões estão na linha de sucessão ao trono da Jordânia.
Tem desenvolvido um trabalho junto de crianças e mulheres pobres da Jordânia, através de instituições como a Fundação Rio Jordão e a Dar al-Aman.
Em outubro de 2008 esteve no Brasil, juntamente com o rei Abdullah.
Em março de 2009 visita Portugal, onde recebe o Prémio Norte-Sul do Conselho da Europa, em uma sessão solene na Assembleia da República, bem como, no dia 5, a Grã-Cruz da Ordem do Infante D. Henrique de Portugal. O organismo refere que as actividades da Rainha da Jordânia abrangem temas como a educação, saúde, direitos, segurança e ambiente e que as suas acções sociais têm sempre presentes «o diálogo intercultural e a promoção de uma maior compreensão e tolerância em todo o mundo». A 16 de março de 2009 foi agraciada com a Grã-Cruz da Ordem Militar de Sant'Iago da Espada. Ela também defende refugiados que vem de outros países, como no caso do curdo que foi satirizado pelo Charlie Hebdo.

## Obras publicadas

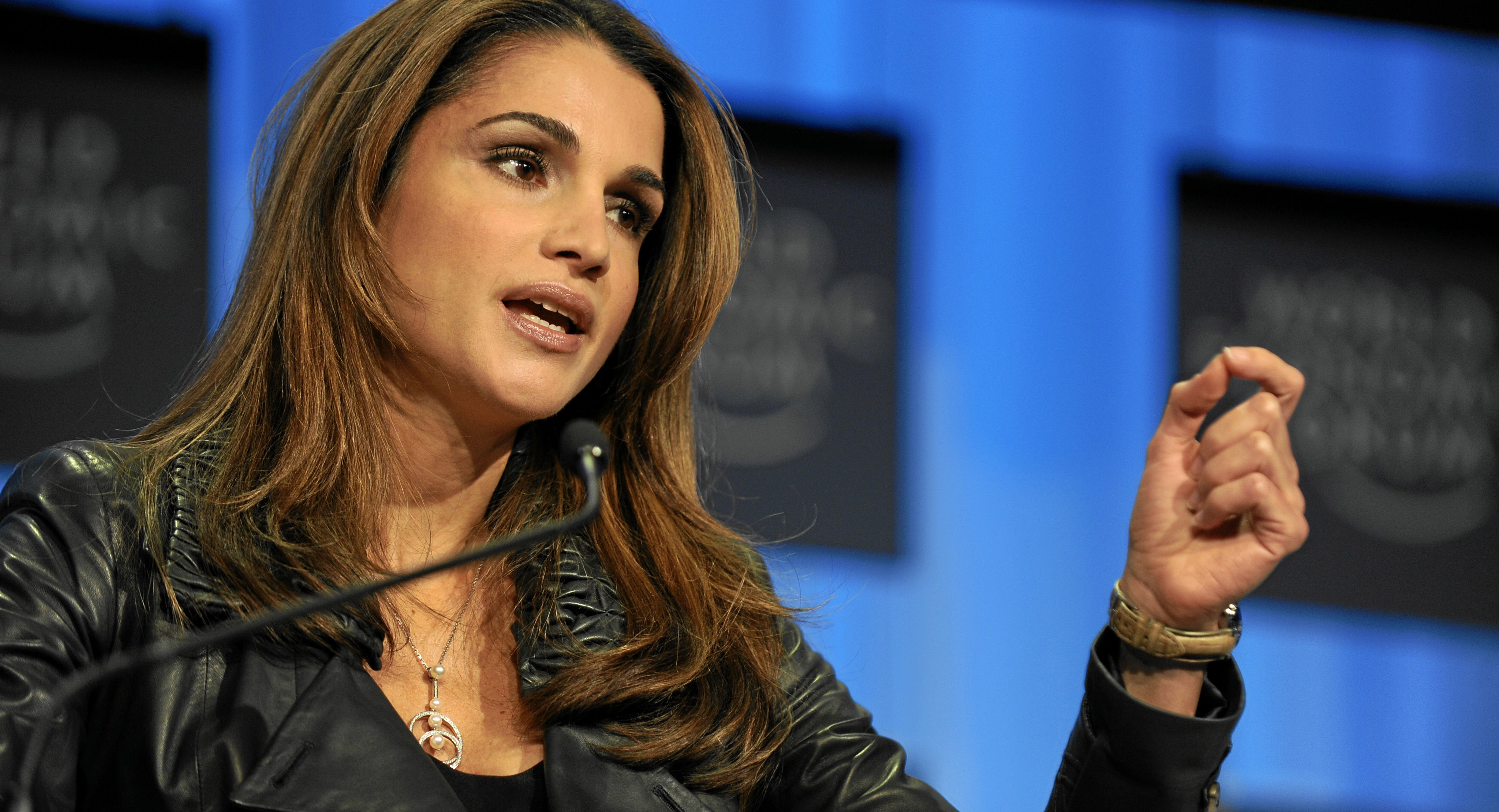
A rainha Rania, no World Economic Forum, 2010

Como um tributo ao rei Hussein, no primeiro aniversário de sua morte, a rainha Rania publicou o livro "O Presente do Rei", um livro sobre o rei destinado ao público infantil. Os lucros do livro foram distribuídos em benefício de crianças carentes da Jordânia.
O segundo livro da rainha, intitulado "Beleza Eterna", que escreveu em comemoração do Dia da Mãe em 2008, conta a história de uma jovem que conversa com uma ovelha enquanto procura pela coisa mais linda do mundo. O livro foi lançado como parte do concurso do Grande Município de Amã - "Histórias das Mamãs".
Para o evento de 2009 "Big Read", a rainha Rania escreveu "Maha das Montanhas", que conta a história da determinação de uma jovem para conseguir uma educação e todos os desafios que teve de enfrentar.
"A Troca da Sanduíche"  é um livro inspirado num incidente ocorrido na infância de Rania. O livro conta a história de Lily e Salma, duas melhores amigas que discutem sobre os seus gostos "nojentos" pelas sanduíches de manteiga de amendoim com geleia e de húmus. O livro fala sobre superar e abraçar as diferenças. O livro, co-autoria da rainha Rania e DiPucchio Kelly, foi lançado em abril de 2010.  Em maio de 2010 o livro entrou para o topo da lista dos mais vendidos do New York Times de livros infantis.

## Pressão diplomática contra o governo brasileiro
Em 2011, o jornalista brasileiro Caio Blinder ofendeu em um programa várias primeiras-damas do Oriente Médio e a rainha-consorte da Jordânia lançou uma moção de retirada de embaixadas com vários países da Liga Árabe em relação ao Brasil, fazendo que o então jornalista voltasse atrás e pedisse desculpas.

## Títulos e estilos
- 31 de agosto de 1970 – 10 Junho de 1993: Senhorita' Rania Al-Yassin
- 10 Junho de 1993 – 24 Janeiro de 1999: Sua Alteza Real princesa Rania Al-Abdullah da Jordânia
- 07 Fevereiro de 1999 – presente: Sua Majestade A Rainha da Jordânia